# Bawgali
Bawgali (birman : : ဘောဂလိ) est une ville de l'État de Kayin (autrefois appelé État Karen) en Birmanie. Elle appartient au township de Thandaunggyi dans le district de Pa-An.